# Operator samosprzężony
Operator samosprzężony (hermitowski) – odwzorowanie liniowe {\displaystyle A} działające na skończenie wymiarowej, zespolonej przestrzeni wektorowej {\displaystyle V,} takie że
{\displaystyle \langle Av|w\rangle =\langle v|Aw\rangle ,}
gdzie:
{\displaystyle \langle \cdot |\cdot \rangle } – iloczyn skalarny wektorów w przestrzeni {\displaystyle V}
{\displaystyle |Aw\rangle \equiv A|w\rangle } – wektor powstały w wyniku działania operatora {\displaystyle A} na wektor {\displaystyle |w\rangle }
{\displaystyle \langle Av|\equiv (A|v\rangle )^{\dagger }} – sprzężenie hermitowskie wektora {\displaystyle A|v\rangle }
Operatory samosprzężone używane są w analizie funkcjonalnej.
W mechanice kwantowej operatory samosprzężone reprezentują wielkości mierzone – nazywa się je obserwablami. Przydatność operatorów hermitowskich wynika stąd, że ich wartości własne są liczbami rzeczywistymi i z tej racji mogą określać wyniki pomiarów fizycznych.
Operator samosprzężony skończenie wymiarowy można reprezentować za pomocą macierzy hermitowskiej (samosprzężonej).

## Macierz operatora hermitowskiego
Jeżeli {\displaystyle V} jest przestrzenią skończenie wymiarową i ma bazę ortogonalną, to macierz operatora {\displaystyle A} jest macierzą hermitowską (tj. równą swojemu sprzężeniu hermitowskiemu).
Dowód: Niech {\displaystyle A} oznacza teraz macierz. Obliczanie sprzężenia hermitowskiego wektora {\displaystyle A|v\rangle } oznacza obliczanie tego sprzężenia dla iloczynu macierzy i wektora. Ponieważ sprzężenie hermitowskie iloczynu jest iloczynem sprzężeń wziętych w odwrotnej kolejności
{\displaystyle (A|v\rangle )^{\dagger }=\langle v|A^{\dagger }}
to wstawiając do definicji operatora hermitowskiego wielkości {\displaystyle |Aw\rangle =A|w\rangle } oraz {\displaystyle \langle Av|=\langle v|A^{\dagger }} otrzyma się
{\displaystyle \langle v|A^{\dagger }|w\rangle =\langle v|A|w\rangle }
co implikuje
{\displaystyle A^{\dagger }=A}
czyli macierz operatora musi być samosprzężona (hermitowska)
Z twierdzenia spektralnego dla przestrzeni skończenie wymiarowych wynika, że istnieje w przestrzeni {\displaystyle V} bazę ortonormalną, taka że macierz operatora {\displaystyle A} wyrażonego w tej bazie jest macierzą diagonalną, przy czym jej elementy są liczbami rzeczywistymi.
Rozważa się uogólnienie powyższej idei na operatory działające w przestrzeni Hilberta dowolnego wymiaru.

## Operatory samosprzężone w mechanice kwantowej
Operatory samosprzężone występują w sformułowaniu mechaniki kwantowej podanym przez Diraca–von Neumanna: wielkości fizyczne, takie jak energia, położenie, pęd, moment pędu czy spin są wartościami własnymi operatorów, przypisanym tym wielkościom. To, w jakich stanach energii, pędu itp. można znaleźć dany układ kwantowy w wyniku wykonania pomiaru, oblicza się działając odpowiednim operatorem na wektor stanu {\displaystyle |\psi \rangle } układu (wektor ten należy do przestrzeni Hilberta skonstruowanej dla tego układu).
1. Szczególne znaczenie ma operator energii (operator Hamiltona) {\displaystyle {\hat {H}}.} Np. dla pojedynczej cząstki ma on postać
{\displaystyle {\hat {H}}=-{\frac {\hbar ^{2}}{2m}}\nabla ^{2}+U}
Wartości własne tego operatora przedstawiają energie całkowite (tj. sumy energii kinetycznej i potencjalnej), jakie może posiadać cząstka o masie {\displaystyle m} oddziałująca z polem potencjalnym {\displaystyle U.} Przykładem jest np. elektron w atomie wodoru. Rozwiązanie zagadnienia własnego prowadzi do wyznaczenia poziomów energetycznych elektronu w atomie.
2. Macierze Pauliego występują w zapisie operatorów pomiaru spinu cząstek układu kwantowego, np.
{\displaystyle A\equiv \sigma _{2}=\left[{\begin{matrix}0&&-i\\i&&0\end{matrix}}\right]}
– macierze te są samosprzężone.

## Operatory przestrzeni nieskończenie wymiarowej
Operatory samosprzężone zdefiniowane na nieskończenie wymiarowej przestrzeni Hilberta mają strukturę podobną do operatorów przestrzeni skończenie wymiarowych. Tzn. operatorem samosprzężonym jest taki i tylko taki operator, że jest on unitarnie równoważny operatorowi mnożenia o wartościach rzeczywistych. Pojęcie to może być z małymi modyfikacjami rozszerzone na przestrzenie nieskończenie wielowymiarowe.